# The Gang's All Here
The Gang's All Here (en Hispanoamérica, Toda la banda está aquí) es una película estadounidense de 1943 dirigida por Busby Berkeley y protagonizada por Alice Faye y Carmen Miranda.
Escrita por Walter Bullock, la trama se desarrolla en la Segunda Guerra Mundial y gira en torno a la pasión que una corista (Alice Faye) siente por un soldado que ya está comprometido. La película trae a  Carmen Miranda en uno de los principales trabajos de su carrera. The Gang's All Here figuró entre las 10 mejores recaudaciones de 1943, siendo la película más cara de 20th Century Fox hasta ese momento.
La película recibió críticas positivas por su debut, con la excepción de lo que aparece en The New York Times, que observó una inclinación freudiana a los plátanos gigantes, y recibió una nominación al Oscar a la mejor dirección de arte. Hoy en día se la considera una de las mejores películas de Berkeley, y como una obra de arte cinematográfico por los críticos de cine internacionales y estudiosos en el campo.
En diciembre de 2014, la Biblioteca del Congreso considerará la película "cultural, histórica o estéticamente significativa" y la seleccionó para la preservación en el Registro Nacional de Cine.

## Argumento
Una noche, el soldado Andy Mason Jr. (James Ellison) conoce a la corista Edie Allen (Alice Faye) en el Club New Yorker. Sin embargo, Andy tiene que partir para una misión en el Pacífico durante la Segunda Guerra Mundial. Cuando Andy regresa condecorado del combate, su padre, Andrew Mason (Eugene Pallette), decide hacer una celebración especial para darle la bienvenida y llama a la orquesta del Club New Yorker para protagonizar un espectáculo en la casa de su amigo Peyton Potter (Edward Everett Horton). Así que Eddie y su exótica amiga Dorita (Carmen Miranda) descubren allí que Andy está comprometido con la hija de Potter, Vivian (Sheila Ryan). Al llegar, Andy se ve obligado a aclarar el malentendido.

## Reparto principal
- Alice Faye — Edie Allen
- Carmen Miranda — Dorita
- Phil Baker — Phil Baker
- Benny Goodman — Benny Goodman
- Benny Goodman Orchestra
- Eugene Pallette — Andrew Mason Sr.
- Charlotte Greenwood — Sra. Peyton Potter
- Edward Everett Horton — Peyton Potter
- Tony De Marco — Tony De Marco
- James Ellison — Andy Mason
- Sheila Ryan — Vivian Porter
- Dave Willock — Sargento Pat Casey

## Producción

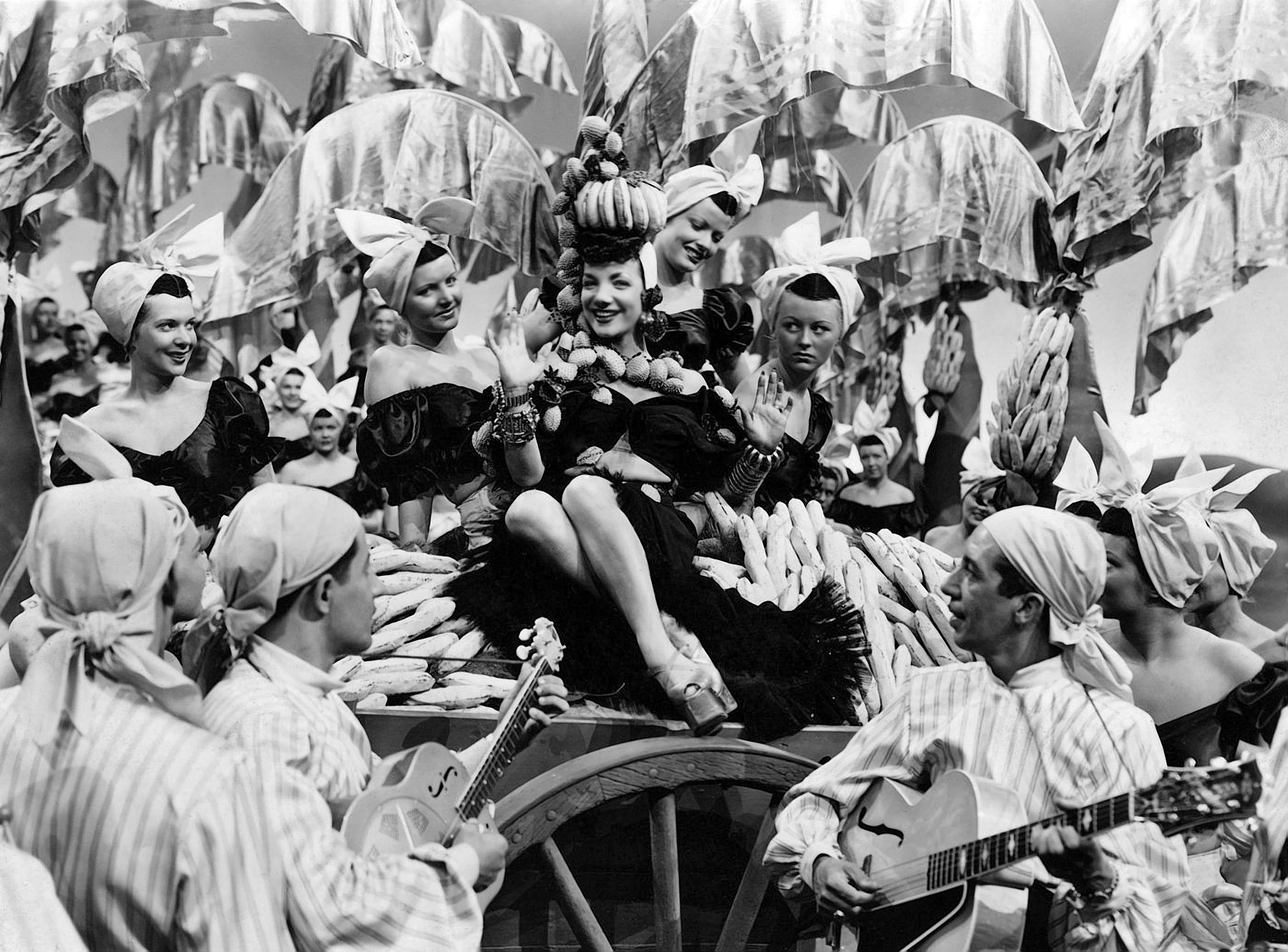
Carmen Miranda en una escena de la película.

El título provisional de la película iba a ser The Girls He Left Behind. El compositor Harry Warren fue originalmente programado para trabajar con el letrista Mack Gordon para la banda sonora de la película, pero Leo Robin lo reemplazó. El canción Pickin' on Your Momma fue una de las canciones para ser presentado en la película junto con Sleepy Moon y Drums and Dreams, además de los dos se cortaron antes del lanzamiento final.
La actriz Linda Darnell fue lanzado originalmente para el papel de Vivian Potter durante los ensayos de baile, sin embargo, Darnell se torció el tobillo y fue reemplazado por Sheila Ryan. Aunque Alice Faye haber hecho un cameo en la película Cuatro chicas a la guerra en 1944, esta película marcó su última aparición en los musicales, hasta la versión de State Fair (1962). Faye, que estaba embarazada de su segundo hijo durante el rodaje de The Gang's All Here, se alejó de la película, ella incluso hizo una película más, el drama de 1945 Ángel o demonio?.
La película marcó el debut cinematográfico de la actriz June Haver (1926--2005), Jeanne Crain y John Carroll Dennison, quien fue Miss América 1942. El director Busby Berkeley fue tomado de MGM para dirigir la película, aunque en el momento las grabaciones se iniciaron a finales de septiembre de 1943, la MGM atribuyó su contrato con Warner Bros.
The Gang's All Here fue la primera película en color, dirigida por Berkeley y números de la producción de lujo fueron bien recibidas por la crítica. Aunque algunas historias de la época indican la prohibición de la película en Brasil, debido a los plátanos gigantes, resaltar el número The Lady with Tutti-Frutti Hat archivos de películas en la MPAA/PCA Collection, la Biblioteca AMPAS, no contiene información acerca de la censura en Brasil y fue aprobada la película para funcionar en los países de América del Sur.

## Lanzamiento
La película fue estrenada en los EE. UU. el 24 de diciembre de 1943. En Brasil, la película se estrenó el 5 de noviembre de 1944, en Ipiranga, en São Paulo.

## Recepción de la crítica
La mayoría de los comentarios fueron positivos, con la excepción de lo que aparece en The New York Times, que observó una inclinación freudiana de plátanos gigantes "El director, en todos los de la cuadrilla aquí es una serie de números de producción largas y lujosas todo organizado por Busby Berkeley (...) El señor Berkeley esconde las ideas maliciosas detrás de estas escenas, uno o dos de sus espectáculos de danza parecen venir directamente de Freud"."
Don Druker de Chicago Reader escribió qué la película era "el más audaz de Busby Berkeley, una exploración de movimiento y posibilidades que se mueve en el terreno de la abstracción pura."
El crítico Philip French de The Guardian escribió que The Gang's All Here "ofrece un escape de deseos de guerra en un mundo fantástico, extravagante y espectacular que James Agee llama de números de producción paroxísticos."
Eric Spilker escribió para el New York Post que The Gang's All Here "es una película muy inusual y no hay nada como él." Richard Brody, también de la revista New York Post, agregó: "En un momento en que Fred Astaire insistió en ser filmado desde el frente, la forma más tediosamente teatral, Berkeley, un maestro del movimiento y la abstracción, entendida claramente cómo hacer la danza cinematográfica, y lo demuestra aquí en su uso de la luz, la sombra, y el ángulo en las danzas (...) él hace lo mismo con las canciones, convirtiendo actuaciones Benny Goodman en espectáculos visuales."
La Variety comentó que "El guion es un poco débil, relegado por montón de números musicales melodiosos que a menudo puntúan la película (...)", pero alaba la actuación del Carmen Miranda como "excelente", y la de Alice Faye que "siempre minimiza como de costumbre".
Inácio Araujo el diario Folha de São Paulo en su reseña de la película, escribió que "La película muestra una coreografía delirante" y "Busby Berkeley trabaja las posiciones audaces de cámara para componer con Carmen Miranda y sus balangandãs una imagen festiva y sensual de un lugar que incluso recuerda a América del Sur, pero parece más una radiografía del cerebro director-coreógrafo."